# Gioseni
Gioseni is een Roemeense gemeente in het district Bacău.
Gioseni telt 4100 inwoners.